# Piotr Górski (porucznik)
Piotr Górski – porucznik 2. Brygady Kawalerii Narodowej Wielkiego Księstwa Litewskiego w 1793 roku, chorąży Korpusu Artylerii Litewskiej, poseł powiatu wileńskiego na sejm grodzieński (1793), członek konfederacji grodzieńskiej 1793 roku.